# Johann Christoph Glaubitz

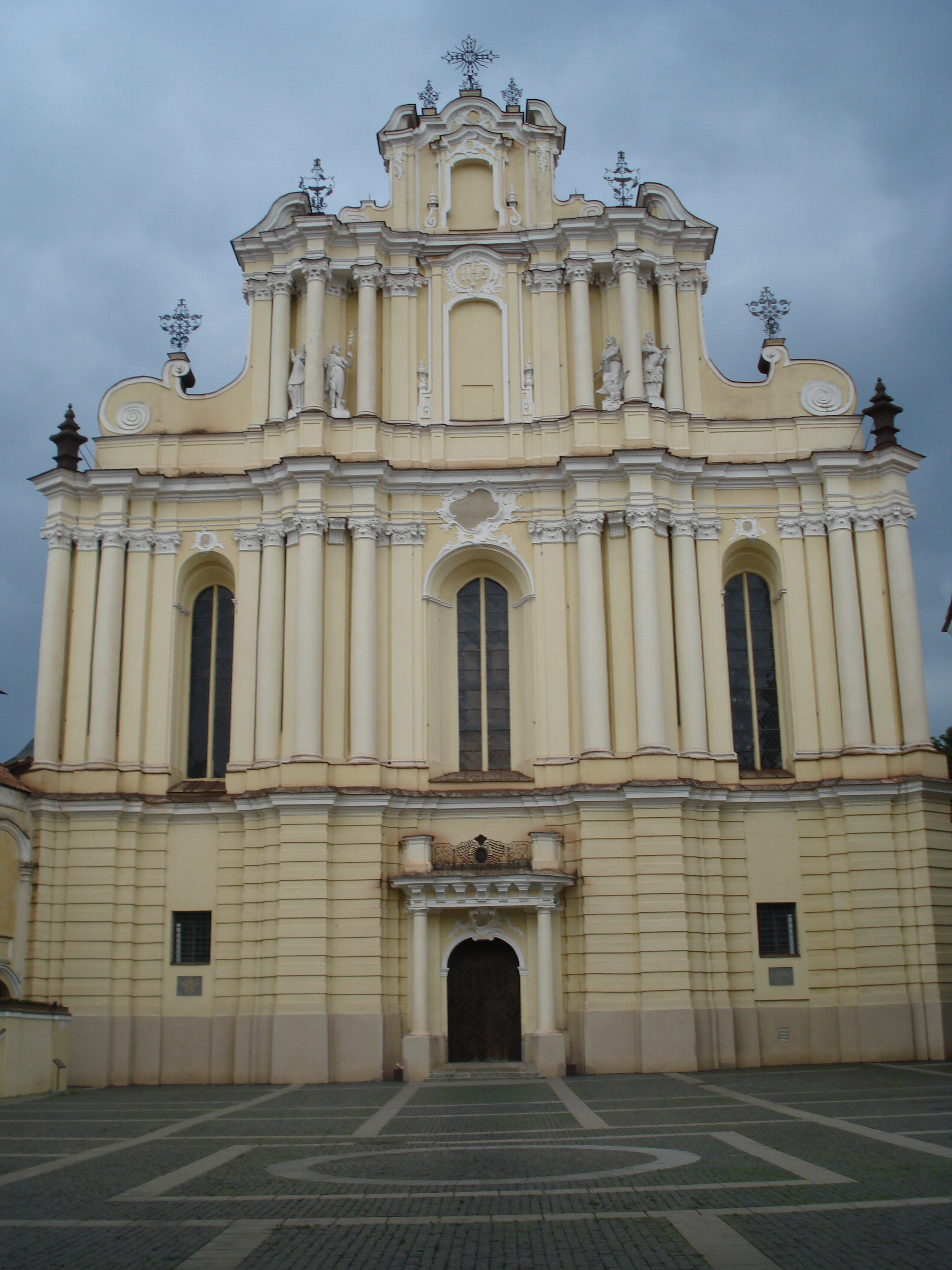
St.-Johannis-Kirche in Vilnius

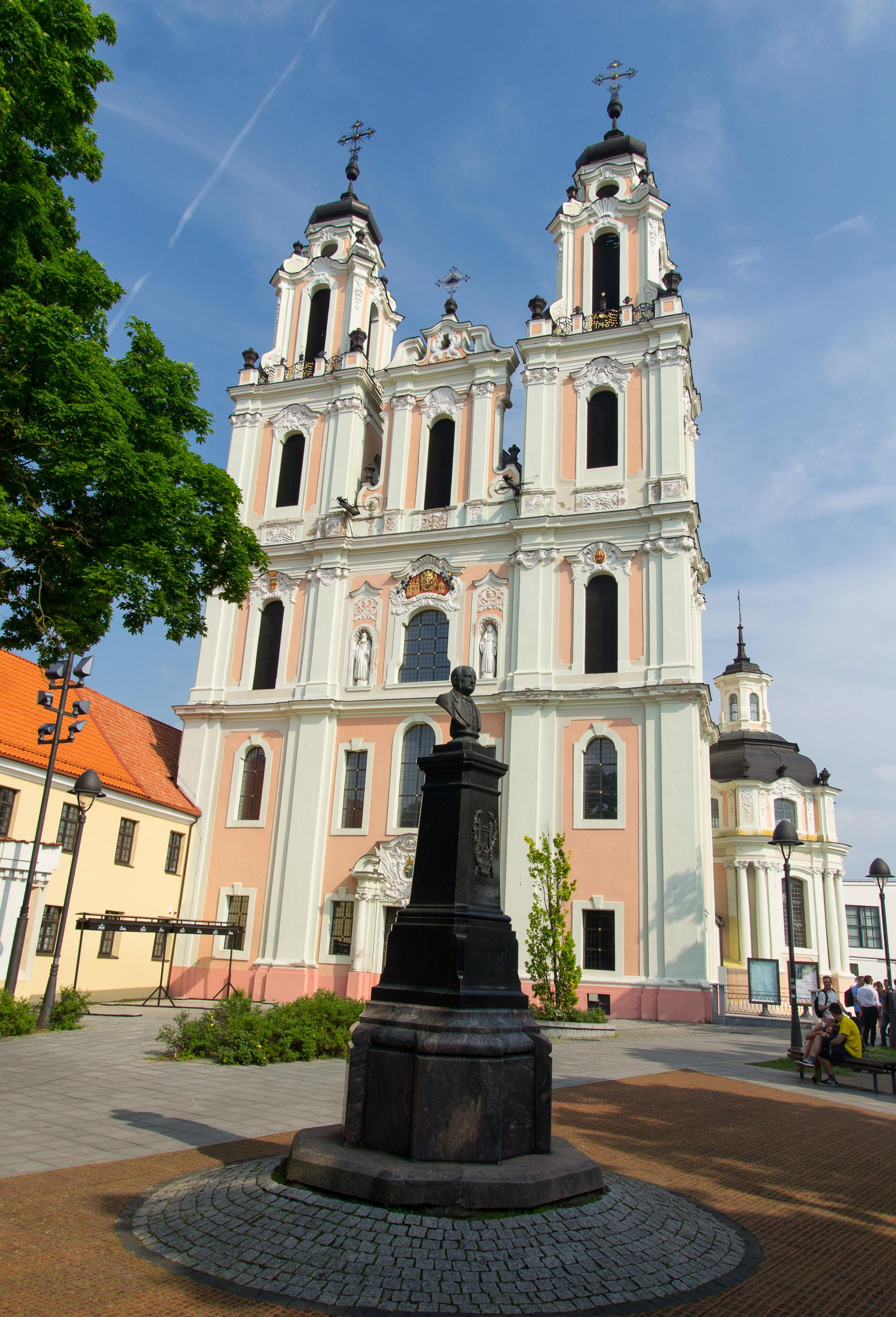
St.-Katharinen-Kirche in Vilnius

Johann Christoph Glaubitz (litauisch Jonas Kristupas Glaubicas; polnisch Jan Krzysztof Glaubitz; * 1700 in Schweidnitz, Herzogtum Schweidnitz, Königreich Böhmen; † 30. März 1767 in Wilna, Polen-Litauen) war ein aus Schlesien stammender Baumeister des Barock.

## Leben
Glaubitz wurde in Böhmen ausgebildet. Nach dem Wilnaer Stadtbrand von 1737 wurde er dorthin als Baumeister berufen. Zunächst begann er mit dem Wiederaufbau der Johanneskirche (1738–1743), deren Bau im Jahr 1555 von deutschen Kaufleuten finanziert worden war. Auch die 1622 errichtete St.-Katharinen-Kirche wurde von ihm in den Jahren 1741 bis 1743 im Stil des Spätbarock wieder aufgebaut. Glaubitz, der sich den Ruf des Schöpfers des Litauischen Barocks erwarb, wurde zum „Bau-Conducteur der Kirchenhäuser“ (Bauleiter) der Protestanten des Landes ernannt und gehörte in Wilna zum Vorstand der evangelischen Gemeinde. Um die Mitte des 18. Jahrhunderts baute er die Große Synagoge im Stil der Renaissance um. Zudem war er auch im damals zu Polen-Litauen gehörigen Polazk tätig, wo er u. a. zwischen 1738 und 1765 die St.-Sophien-Kathedrale errichtete.